# Xoanodera vitticollis
Xoanodera vitticollis är en skalbaggsart som beskrevs av Charles Joseph Gahan 1891. Xoanodera vitticollis ingår i släktet Xoanodera och familjen långhorningar. Inga underarter finns listade i Catalogue of Life.